# Saint James Windward

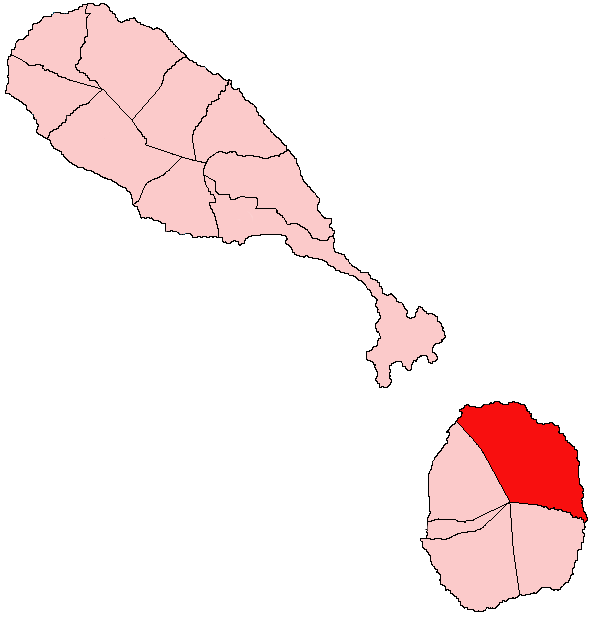

Saint James Windward – parafia w północno-wschodniej części wyspy Nevis należącej do Saint Kitts i Nevis. Jej stolicą jest Newcastle. Powierzchnia parafii wynosi ok. 32 km², liczy 1836 mieszkańców (2001).